# Versicherungsvertrag
Der Versicherungsvertrag ist ein Vertrag, den ein Versicherungsnehmer mit einem Versicherungsunternehmen (Versicherer) zur Absicherung eines versicherten Risikos des Versicherungsnehmers oder einer versicherten Person gegen Zahlung einer Versicherungsprämie abschließt. 

## Inhalt
Beim gegenseitigen Versicherungsvertrag treten der Versicherungsnehmer, der den Versicherungsschutz erhält und die Prämie leistet, und der Versicherer, der ihn gewährt, als Vertragsparteien auf. Im Vertrag wird vereinbart, welches versicherte Risiko genau abgesichert werden soll und dass der Versicherer bei Eintritt des Versicherungsfalles Zahlung leisten muss. Demnach regelt der Versicherungsvertrag die Rechte und Pflichten zwischen dem Versicherer und dem Versicherungsnehmer. Die wichtigsten Merkmale des Versicherungsvertrages sind in einem Versicherungsschein (Versicherungspolice) wiedergegeben.
Versicherungsschutz ist das vom Versicherer im Versicherungsvertrag übernommene versicherte Risiko, also der Schutz des Versicherungsnehmers oder einer versicherten Person vor versicherten Gefahren. Versicherte Gefahren sind die Ereignisse, deren Eintreten vertragsgemäß einen wichtigen Bestandteil des Versicherungsfalles darstellen. Aus rechtlicher Sicht verpflichtet der Versicherungsvertrag den Versicherer nach der Gefahrtragungstheorie zum Tragen der versicherten Gefahr gegen Zahlung einer Versicherungsprämie. Es findet eine Risikoüberwälzung vom Versicherungsnehmer auf den Versicherer statt. Risikotheoretisch ist die Gefahr durch die Ungewissheit und – im Fall des Eintritts – durch den wirtschaftlichen Nachteil für den Risikoträger geprägt. Die Ungewissheit kann sich darauf beziehen, ob ein (versichertes) Ereignis überhaupt jemals eintritt (etwa eine Überschwemmung) oder wann das Ereignis eintritt (Krankheit). Die versicherten Gefahren werden im Versicherungsvertrag genau beschrieben, um sie von nicht versicherten abgrenzen zu können („Spezialität der Gefahren“). Versicherte Gefahr beispielsweise bei der Lebensversicherung ist der Tod des Versicherten, bei Feuerversicherung die Beschädigung oder Zerstörung von Sachen durch verschiedene Brandereignisse (wie Blitzschlag, Brand, Explosion oder Feuer). Das „versicherungstechnische Risiko“ ist die „Gefahr und die Möglichkeit, dass die Zahl oder der Umfang der Schäden das Ausmaß überschreiten, das der Prämienberechnung zugrunde liegt“.
Der Versicherungsschutz ist ausgeschlossen bei vorsätzlich herbeigeführtem Schaden oder vorsätzlicher Verletzung von Obliegenheiten (§ 28 Abs. 2 VVG).

## Rechtslage in einzelnen Staaten
- Deutschland: Versicherungsvertrag (Deutschland)
- Österreich: Versicherungsvertrag (Österreich)
- Schweiz: Versicherungsvertrag (Schweiz)